# USS Boxer (LHD-4)
Pour les autres navires du même nom, voir USS Boxer.
L'USS Boxer (LHD-4) est un Landing Helicopter Dock de classe Wasp actuellement en service dans l’US Navy. 
Il est mis sur cale au chantier naval Ingalls de Pascagoula dans l'État du Mississippi (États-Unis) le 18 avril 1991. Il est lancé le 13 août 1993 et admis au service actif le 11 février 1995. Le LHD-4 est le sixième navire  de l'US Navy à porter ce nom.

## Historique

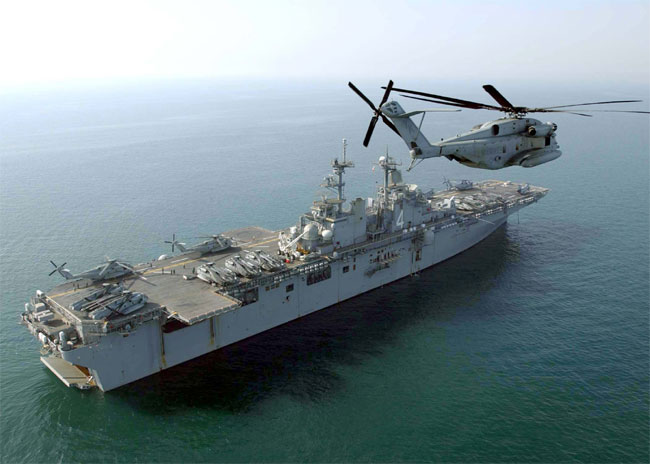
Un hélicoptère survolant l'USS Boxer.

Après ses essais, le navire rejoint San Diego, en Californie, via le canal de Panama. Lors de son passage dans le canal, bien qu'étant classé comme Panamax, il endommage sa passerelle. 
Après quelques réparations et une vérification du système, le Boxer est déployé dans le Pacifique occidental du 24 mars au 24 septembre 1997, aux côtés des Ogden et Fort Fisher, puis effectue de nombreuses escales à l’étranger. Il participe également à un exercice RIMPAC l'année suivante, avant d'être de nouveau déployé dans le Pacifique occidental à compter du 5 décembre 1998.
Le 14 mars 2001, il est déployé dans le Pacifique occidental, le golfe Persique et la mer Rouge pour appuyer l'opération Southern Watch. Il se rend à Singapour, en Thaïlande, à Guam, à Jebel Ali, à Bahreïn et en Jordanie, avant de revenir États-Unis le 14 septembre 2001, quelques jours à peine après les attentats du 11 septembre.
En 2003, en raison de la guerre imminente et du besoin de troupes en Irak, le Boxer est nouveau déployé, six mois plus tôt que prévu. Il s’agissait d’un déploiement de six mois en appui direct à l’opération Iraqi Freedom. Il appareille donc avec six autres navires au départ de San Diego le 17 janvier 2003 : USS Bonhomme Richard, USS Anchorage, USS Cleveland, USS Comstock, USS Dubuque et USS Pearl Harbor.
Il rejoint le continent américain le 26 juillet 2003. Cette même année il remporta le Marjorie Sterrett Battleship Fund Award (en) pour la Pacific Fleet.
Le Boxer quitte San Diego le 14 janvier 2004 pour venir en aide aux efforts de reconstruction en cours en Iraq, baptisé opération Iraqi Freedom II. Il livre notamment du matériel et des fournitures à la base navale koweïtienne, dans le nord du golfe Persique. La mission prend fin en avril 2004, revenant à sa base le 29 avril.

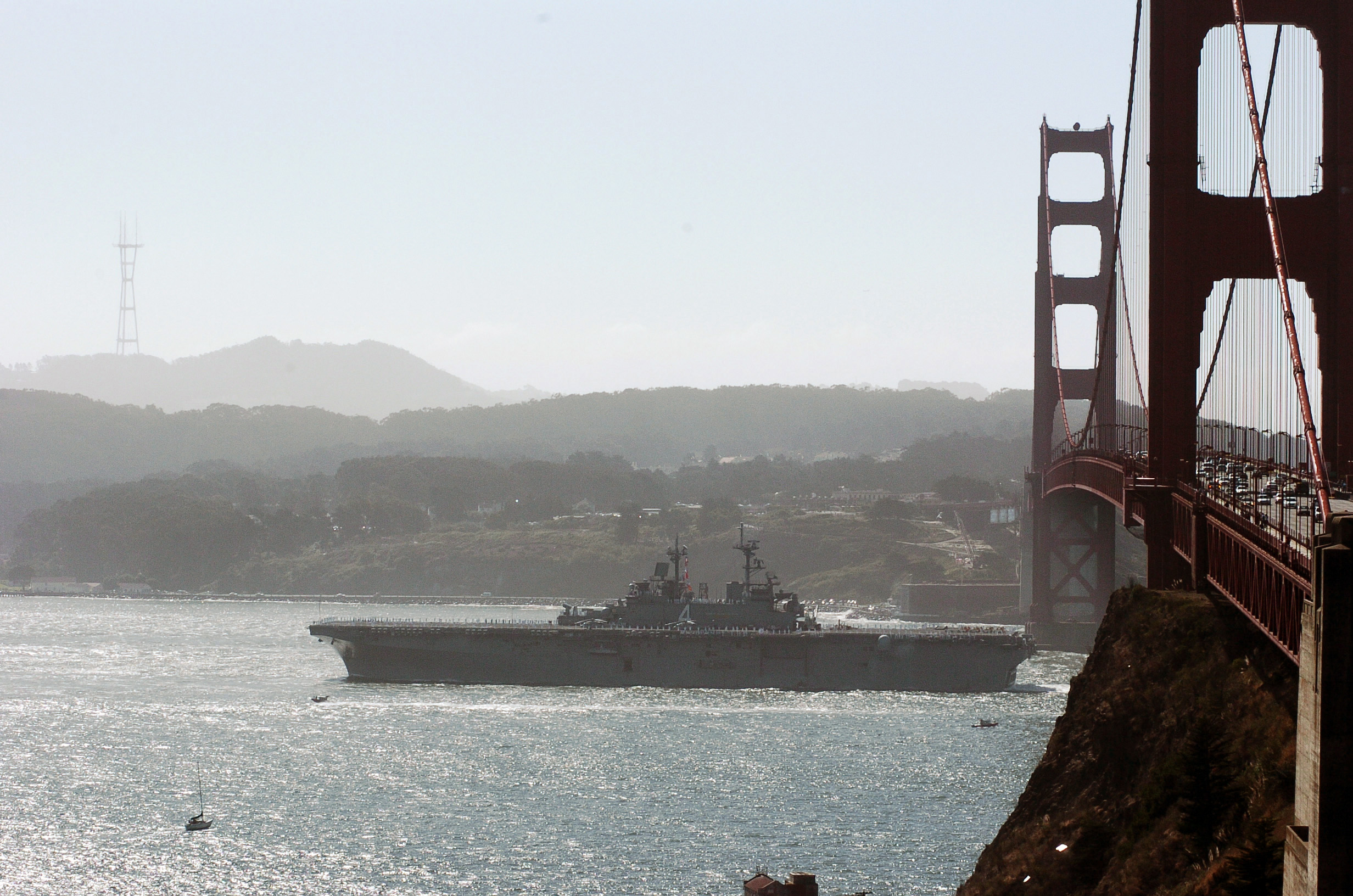
L'USS Boxer passant le pont du Golden Gate le 8 octobre 2005.

Il est déployé le 13 septembre 2006 avec la 15e unité expéditionnaire des Marines depuis son port de San Diego. Ils atteignent l'Irak en novembre avant de revenir à son port d'attache le 31 mai 2007.
Du 20 avril au 26 juin 2008, il mène une mission humanitaire en Amérique centrale et en Amérique du Sud.
Le 6 mai 2016, il opère au large des côtes du Yémen, soutenu par les destroyers Gravely et Gonzalez. Le navire d'assaut amphibie opère avec 2 000 à 4 500 Marines américains de la 13e unité expéditionnaire afin de soutenir les forces de la coalition au Yémen combattant l'AQAP,,. Le 16 juin 2016, le Boxer, appuyé par les navires de guerre amphibies New Orleans et Harpers Ferry, participe à l'opération Inherent Resolve.
Les États-Unis affirme le 18 juillet 2019 que le navire, alors dans le détroit d'Ormuz avec cinq autres bâtiments, a dû abattre un drone iranien en approche, en utilisant son système de brouillage anti-drones LMADIS. Affirmation rapidement démentie par Téhéran qui ne reconnait pas la perte d'un de ses drones.

### Déploiements
- 24 mars 1997 – 24 septembre 1997 : Premier déploiement
- 5 décembre 1998 – 5 juin 1999 : Pacifique Ouest-Océan Indien-Golfe Persique
- 13 mars 2001 – 14 septembre 2001 : Pacifique Ouest-Océan Indien-Golfe Persique
- 17 janvier 2003 – 26 juillet 2003 : Pacifique Ouest-Océan Indien-Golfe Persique
- 14 janvier 2004 - 29 avril 2004 : Pacifique Ouest-Océan Indien-Golfe Persique
- 29 avril 2005 - 14 septembre 2005 : Pacifique Ouest
- 13 septembre 2006 – 31 mai 2007 : Pacifique Ouest-Océan Indien-Golfe Persique
- 28 avril 2008 - 26 juin 2008 : Pacifique Est
- 9 janvier 2009 – 1er août 2009 : Pacifique Ouest-Océan Indien-Golfe Persique
- 22 février 2011 – 30 septembre 2011 : Pacifique Ouest-Océan Indien-Golfe Persique
- 23 août 2013 – 25 avril 2014 : Pacifique Ouest-Océan Indien-Golfe Persique
- 12 février 2016 - 12 septembre 2016 : Pacifique Ouest-Océan Indien-Golfe Persique

### Force opérationnelle anti-piraterie
Le Boxer est le navire amiral de la Combined Task Force 151, une force opérationnelle internationale de lutte contre la piraterie au large des côtes somaliennes.

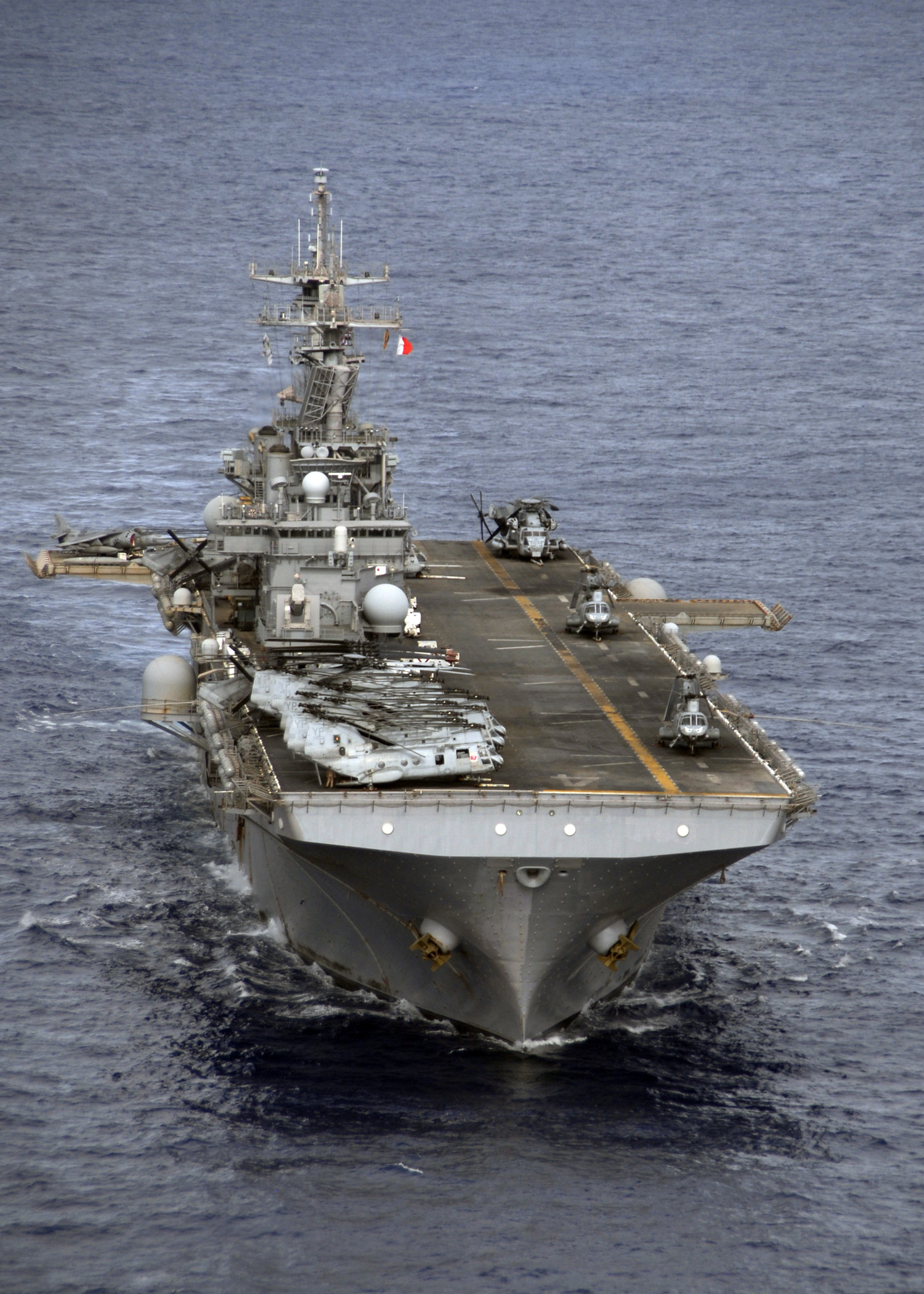
L'USS Boxer en transit dans l'océan Pacifique fait route vers son port d'attache de San Diego (25 juillet 2009).

Le 10 avril 2009, Boxer est déployé avec les USS Bainbridge et USS Halyburton pour négocier la libération de Richard Phillips, capitaine du porte-conteneurs battant pavillon américain MV Maersk Alabama, retenu en otage par des pirates somaliens à 300 milles de la corne de l'Afrique. Le 12 avril 2009, le capitaine Phillips a été libéré lors d'un assaut de la marine américaine au cours duquel trois des pirates somaliens ont été tués et un capturé. Le capitaine Phillips a été transporté à bord du Boxer pour y subir un examen médical.
En mai 2009, le Boxer assiste quelque 200 membres de l'unité d'opérations spéciales allemandes GSG-9 à se rapprocher du porte-conteneurs allemand MV Hansa Stavanger, détourné par des pirates. Au cours de la dernière phase de l'opération, le conseiller à la sécurité du président Barack Obama, James Jones, refuse l'approbation finale de l'opération, craignant pour la sécurité des 25 marins à bord. Cela conduisit le ministère de la Défense et le ministère de l'Intérieur allemand à annuler le projet d'attaque contre le cargo. L'unité GSG-9, placée sous le commandement du secrétaire de l'Intérieur allemand, fut renvoyée à la base d’opérations à l’aéroport de Mombasa, au Kenya.
Le navire rentre à San Diego le 1er août 2009. Au cours de son transit dans le Pacifique, 69 des marins ont été contaminés par la grippe porcine, provoquant l'annulation d'une croisière à Hawaï.

### 2010–2020
Accompagné des USS Green Bay, USS Comstock et de la 13e unité expéditionnaire des Marines, le Boxer appareille de San Diego le 22 février 2011 pour un déploiement de sept mois dans les océans Pacifique et Indien.
Le 13 mars 2020, un marin à bord est testé positif au SARS-CoV-2, le virus responsable de la pandémie de Covid-19, marquant le premier cas de coronavirus à bord d'un navire de guerre américain,. Le marin s'est ensuite mis en quarantaine chez lui. Un deuxième marin est testé positif le 17 mars 2020 et sera également mis en quarantaine.

### Modernisation et maintenance
Le 7 avril 2020, les systèmes BAE ont obtenu un contrat de la marine américaine pour effectuer une modernisation et une maintenance approfondies de l'USS Boxer, les travaux devant s'étaler de juin 2020 à décembre 2021. Dans le cadre de ces travaux, l’USS Boxer sera modernisé pour accueillir le F-35 Joint Strike Fighter. Depuis le 21 juillet 2023, des problèmes de maintenance persistants l'empêche de reprendre la mer.

## Décorations
L'USS Boxer a été récompensé à plusieurs reprises de la Battle Effectiveness Award (en) :
- 1er janvier -  31 décembre 1995
- 1er janvier -  31 décembre 1998
- 1er janvier -  31 décembre 1999
- 1er janvier -  31 décembre 2001
- 1er janvier -  31 décembre 2003
- 1er janvier -  31 décembre 2007[22]
- 1er janvier -  31 décembre 2011
- 1er janvier -  31 décembre 2012
- 1er janvier -  31 décembre 2013[23]
- 1er janvier -  31 décembre 2014
- 1er janvier -  31 décembre 2015
- 1er janvier -  31 décembre 2016
- 1er janvier -  31 décembre 2017

Décorations de 2013
- Sécurité des navires (3e)
- Ingénierie / Survivabilité (6e)
- Gestion de la logistique (12e)
- Prix d'excellence de la guerre maritime (19e)